# Läderlappar
För andra betydelser, se Läderlappen.
Läderlappar (Vespertilionidae) är en familj i ordningen fladdermöss med omkring 320 arter, spridda över hela jorden (utom i polarområdena). I Europa finns omkring 25 arter. Samtliga i Sverige funna fladdermöss tillhör denna familj.

## Kännetecken
Läderlappar skiljer sig från andra fladdermöss genom avsaknaden av hudbihang på nosen. Enda undantaget är den australiska underfamiljen Nyctophilinae som har rudimentära näsblad. Ögonen är små, öronen är däremot stora, hos släktet Plecotus kan de vara 40 millimeter långa. Alla arter har en hudflik, kallad tragus, i ytterörat för att sluta öronöppningen. Denna hudflik är ofta till god hjälp vid geografisk bestämning. Pälsens färg är vanligen brun, grå eller svart men det finns även arter med gul, rödaktig eller mönstrad päls. Arterna når en kroppslängd mellan 32 och 105 millimeter och därtill kommer en 25 till 75 millimeter lång svans. Vikten ligger mellan 4 och 50 gram. Svansen är helt omgiven av flygmembranen. Läderlappar har ett vingspann på 200 till 400 mm.
Tandformeln är I 1-2/2-3 C 1/1 P 1-3/2-3 M 3/3, alltså 28 till 38 tänder.

## Levnadssätt
Dessa fladdermöss förekommer i flera olika habitat, de vistas bland annat i torra öknar eller i våta regnskogar. Sina sovplatser har de vanligen i grottor men de vilar även i byggnader, håligheter i träd eller täta vegetationsansamlingar. Små individer kan till och med gömma sig i större blommor. Hos några arter lever varje individ ensam medan det hos andra arter förekommer grupper om flera hundratusen fladdermöss. En del arter som förekommer i kalla områden flyttar före vintern till varmare regioner eller håller vinterdvala, ofta på enskilda viloplatser. Liksom andra fladdermöss är läderlappar oftast aktiva på natten.
Läderlapparnas lever av insekter, i vissa fall spindlar och i två fall (pälsvingad brunfladdermus och Ia io) även av småfåglar. De flesta arterna fångar sina byten under flygning med flygmembranen som omsluter svansen. Andra arter samlar insekter krypande över marken eller växter. En del arter äter även fiskar som de fångar med sina bakre extremiteter när de flyger lågt över sjöar och vattendrag. Vissa arter livnär sig av skorpioner och små ödlor. Under flygning och för att upptäcka byten använder de ekolokalisering.

## Fortplantning
Hos de flesta arterna har honorna två spenar, bara hos släktet Lasiurus finns fyra spenar. Hos många arter uppfostrar honorna sina ungar tillsammans. Hannar är vanligen inte delaktiga i ungarnas uppfostran och de bildar under tiden egna kolonier skilda från honorna. I kalla regioner sker parningen oftast under hösten eller vintern. Hannens sperma blir kvar i honans könsorgan och ägget befruktas först under våren. I varma områden kan läderlappar para sig hela året. Den egentliga dräktigheten varar oftast 40 till 70 dagar och sedan föds vanligtvis en unge. Mer sällan föds tvillingar, eller upp till fyra ungar per kull. Livslängden är jämförd med arternas storlek påfallande hög. Vissa individer blir 20 år eller äldre.

## Status och hot
Läderlappar hotas främst av habitatförlust. Det gäller särskilt för arter som lever endemiskt på mindre öar. I Europa förstörs ofta deras bon vid sanering av gamla byggnader, och de förgiftas dessutom indirekt av insekticider. Internationella naturvårdsunionen (IUCN) listar två arter som utrotade och flera andra som starkt hotade. För många arter saknas information om populationens storlek.

## Systematik

### Yttre systematik
Läderlapparnas närmaste släktingar finns i familjen veckläppade fladdermöss (Molossidae). De äldsta kända fossilen av läderlappar dateras till mellersta eocen.

### Inre systematik
Den taxonomiska situationen inom familjen är fortfarande omstridd. Wilson & Reeder (2005) fördelar familjens släkten på 6 underfamiljer. Den sydamerikanska arten Tomopeas ravus som tidigare räknades till läderlappar listas idag till veckläppade fladdermöss. Underordningen Antrozoinae som av vissa zoologer klassificeras som självständig familj är troligen en undergrupp inom läderlapparna.
Här listas underfamiljer och släkten samt ett urval arter:
- Antrozoinae
  - Antrozous pallidus
  - Bauerus dubiaquercus
- Kerivoulinae
  - Kerivoula, 22 arter i Afrika, Sydostasien, Australien
  - Phoniscus, 4 arter, Sydostasien, Australien
- Miniopterinae
  - Miniopterus, 13 arter, Eurasien, Afrika, Australien, Schreibers fladdermus (Miniopterus schreibersii) förekommer i Europa
- Murininae
  - Harpiocephalus, 2 arter, Sydostasien
  - Murina, 15 arter, östra, södra och sydöstra Asien
    - arten Murina grisea listas ibland som ensam art i släktet Harpiola
- Nyctophilinae
  - Nyctophilus, 10 arter, Australien, Nya Guinea
  - Pharotis imogene, Nya Guinea
- Vespertilioninae
  - Arielulus, 5 arter, södra Asien
  - Barbastella
    - Barbastell – B. barbastellus*)

  - Chalinolobus, 7 arter, Australien, Nya Zeeland
  - Corynorhinus, 3 arter, Nordamerika
  - Eptesicus cirka 30 arter 
    - Nordisk fladdermus – E. nilssonii*)
    - Sydfladdermus – E. serotinus*)> (sällsynt[8])

  - Euderma maculatum, Nordamerika
  - Eudiscopus denticulus, Sydostasien
  - Falsistrellus, 5 arter, södra Asien, Australien
  - Glauconycteris, 9 arter, Afrika
  - Glischropus, 2 arter, Sydostasien
  - Hesperoptenus, 5 arter, Sydostasien
  - Histiotus, 4 arter, Sydamerika
  - Hypsugo, cirka 15 arter, hela världen, alpfladdermus (Hypsugo savii) finns i Europa
  - Ia io, Kina
  - Idionycteris phyllotis, Nordamerika
  - Laephotis, 4 arter, Afrika
  - Lasionycteris noctivagans, Nordamerika
  - Lasiurus, 15 arter, Amerika
  - Mimetillus moloneyi, centrala Afrika
  - Myotis, cirka 90 arter
    - Stort musöra – M. myotis*) (ett fynd[8])
    - Litet musöra – (M. blythii)
    - Dammfladdermus – M. dasycneme*) (mycket sällsynt[8])
    - Vattenfladdermus – M. daubentonii*)
    - Nymffladdermus – M. alcathoe*) (nyupptäckt (2001) art, nära släkt med ovanstående)
    - Mustaschfladdermus – M. mystacinus*) (minskande[8])
    - Brandts fladdermus – M. brandtii*)
    - Bechsteins fladdermus – M. bechsteinii*) (mycket sällsynt[8])
    - Capaccinis fladdermus – (M. capaccinii)
    - Geoffroys fladdermus – (M. emarginatus)
    - Fransfladdermus – M. nattereri*)

  - Neoromicia, 13 arter, Afrika
  - Nyctalus, 6 arter, Eurasien, norra Afrika
    - Större brunfladdermus (tidigare stor fladdermus)– N. noctula*)
    - Leislers fladdermus – N. leisleri*)> (sällsynt[8])
    - Pälsvingad brunfladdermus – (N. lasiopterus)

  - Nycticeius, 2 arter, Nordamerika
  - Nycticeinops schlieffeni, Afrika, sydvästra Asien
  - Otonycteris hemprichi, norra Afrika, Västasien
  - Philetor brachypterus, Sydostasien
  - Pipistrellus, hela världen, 35 arter
    - Dvärgfladdermus – P. pygmaeus*) (arten delad, dvärgfladdermus stod tidigare för P. pipistrellus på svenska)
    - Pipistrell – P. pipistrellus*) (sällsynt[8])
    - Trollfladdermus – P. nathusii*) (sällsynt[8])
    - Kuhls fladdermus – (P. kuhlii)

  - Scotozous dormeri, Pakistan, Indien.
  - Plecotus, 8 arter, Eurasien
    - Långörad fladdermus – P. auritus*)
    - Grå långörad fladdermus – P. austriacus*) (tillfällig besökare[8])

  - Rhogeessa, 8 arter, Central- och Sydamerika
  - Scoteanax rueppellii, Australien
  - Scotoecus, 3 arter, Afrika, södra Asien
  - Scotomanes ornatus, Sydostasien
  - Scotophilus, 10 arter, Afrika, Syd- och Sydostasien
  - Scotorepens, 4 arter, Australien
  - Tylonycteris, 2 arter, Sydostasien
  - Vespadelus, 9 arter, australiska regionen
  - Vespertilio, 3 arter, Eurasien
    - Gråskimlig fladdermus – V. murinus*)

*) Finns i Sverige

## Bygdemål
| Namn                | Trakt              |
| ------------------- | ------------------ |
| Kvällflåkse         | Jämtland           |
| Kvällsbläckta       | Norra Ångermanland |
| Kväll-läppa         | Jämtland, Medelpad |
| Kvällsfnaska        | Dalarna (Floda)    |
| Kvälltafsa          | Södermanland       |
| Skinnvajn/Stjinvajn | Hälsingland        |

### Fotnoter
1. ↑  http://www.departments.bucknell.edu/biology/resources/msw3/browse.asp?s=y&id=13801791
2. 1 2 3 4  Vaughan, Ryan & Czaplewski, red (2011). ”Vespertilionidae” (på engelska). Mammalogy. Jones & Bartlett Learning. sid. 289-290. ISBN 978-0-7637-6299-5
3. 1 2 3 4 5  Family Vespertilionidae på Animal Diversity Web (engelska), besökt 5 oktober 2010.
4. 1 2 3 4  Johnny Karlsson (red.), red (1982). ”Läderlappar” (på Svenska upplaga). Djurens underbara värld. Däggdjur 1. Bokorama Förlag. sid. 129-132. ISBN 91-7024-050-7
5. ↑  Carlos Ibáñez, Javier Juste, Juan L. García-Mudarra, och Pablo T. Agirre-Mendi (7 augusti 2001). ”Bat predation on nocturnally migrating birds” (på engelska). PNAS 98:9700-9702. PNAS (Proceedings of the National Academy of Sciences of the United States of America). http://www.pnas.org/content/98/17/9700.full. Läst 11 juni 2009.
6. ↑  Nowak, R. M. (1999) sid.414−418, Vespertilionidae.
7. ↑  Wilson & Reeder (red.) Mammal Species of the World, 2005, Vespertilionidae
8. 1 2 3 4 5 6 7 8 9  Marie Nedinge (8 juni 2015). ”Fladdermusarter i Sverige”. Naturvårdsverket. Arkiverad från originalet den 6 juli 2015. https://web.archive.org/web/20150706002345/http://www.naturvardsverket.se/Var-natur/Djur-och-vaxter/Rad/Fladdermossen-i-Sverige/Fladdermusarter-i-Sverige/. Läst 23 augusti 2015.